# Henri François Simonet
Henri François Simonet (Brussel·les, Bèlgica, 10 de maig de 1931 - íd., 15 de febrer de 1996) fou un polític belga que va ser Vicepresident de la Comissió Europea entre 1973 i 1977 així com diverses vegades ministre al seu país.

## Activitat política
Membre de l'ala dretana del Partit Socialista (PS) va iniciar la seva activitat política esdevenint alcalde de la ciutat d'Anderlecht, càrrec que va ocupar entre 1966 i 1984 i durant el qual va emprendre una reforma integral de la ciutat.
El 1972 fou nomenat Ministre d'Assumptes Econòmics en el govern de Gaston Eyskens, abandonant el 1973 la política nacional per esdevenir Comissari Europeu en la Comissió Ortoli, passant a ocupar la Viceprsidència de la institució i responsable de les carteres de Fiscalitat i Energia. L'any 1977 retornà a la política nacional per ser nomenat Ministre d'Afers Exteriors en el govern de Leo Tindemans, ocupant aquest càrrec fins al 1980.
L'any 1985 abandonà el Partit Socialista per integrar-se al Partit Reformista Liberal (PRL), on va adoptar posicions properes a la xenofòbia.